# Mušovská nádrž
Mušovská nádrž (též Vodní nádrž Nové Mlýny I nebo Horní nádrž) je údolní nádrž na řece Dyji na rozhraní okresů Brno-venkov a Břeclav v Jihomoravském kraji. Je první ze tří na sebe navazujících nádrží vodního díla Nové Mlýny, které bylo vybudováno v letech 1975–1988.

## Pobřeží
Zemní hráz je vysoká 6,4 m a dlouhá v koruně 2484 m. Tvoří východní břeh, vede po ní silnice I/52 Pohořelice – Mikulov a na její druhé straně se nachází Věstonická nádrž. Na severním břehu se nachází obec Pasohlávky s autokempem a dvěma od nádrže oddělenými umělými jezery (Velká Laguna, Malá Laguna). Po východním břehu vede silnice Pasohlávky – Brod nad Dyjí.

## Vodní režim
Nádrží protéká Dyje.

## Využití
Využívá se k zavlažování, protipovodňové ochraně, k chovu ryb a také k rekreaci (koupání, veslování, windsurfing, sportovní rybolov).